# Методій Раковецький
Методій Раковецький — єпископ Мукачівської єпархії у 1687—1689 роках. Роками його правління дослідники доволі не одностайно, вважають 1684–1690[1], 1687/1688–1690[2], 1687–1688[3], 1687–1689[4], 1688–1689[5], 1688–1693[6], або ж 1687–1693 рр.[7].
Мефодій був представником білого духовенства і ніс пастирське служіння в селі Великий Раковець, що в Уґочанському комітаті «primum parochus uxoratus Nagy-Rákóczensis in comitatu Ugocsa»[1]. Після смерті дружини, при житті єпископа Іоанікія, прийняв чернечий постриг і старався «з матеріальних дібр чину утримати цілу свою фамілію»[2]. В скарзі Петронія йшлося про те, що Мефодій, як вдівець наповнив монастир своїми дітьми та родичами і віддаляючи цим з монастиря монахів[3]. Через контроль монастирського майна Мефодій він мав матеріальні та фінансові проблеми з митрополитом Рафаїлом[4].
Складні внутрішньо-церковні обставити спричинили переїзд та виселення єпископа Мефодія з Мукачівського монастиря. У середині 1689 році, через унеможливлення свого подальшого перебування в комітаті Береґ, єпископ розпочинає процес локаційного переміщення. Місцем свого перебування ним був обраний рідний комітат Уґоча, де у квітні 1689 року з його благословіння розпочинається діяльність Зарічанського монастиря[1]. 
Джерела стверджують, що 29 липня Мефодій «повністю перебрався» із Мукачівського монастиря і перейшов/поселився в нову резиденцію – Углянський монастир «qui alius praeterquam Uglyae tum residens Method. Rakoveczky esse non potuit»[1], щоб міг, як «свідчить інквізиція 1725 року, безперервно висвячувати багатьох священиків»[2]. 
Однак, скоріш за все Раковецький «перебував короткий час в Імстичеві, а відтак пробував щастя в Мараморощині», де трансільванський князь «настановив уже іншого православного єпископа в особі Йосифа I Стойки (1690–1711)»[3]. Дослідники вважають, що після вигнання Мефодія з Мукачева він зі своїми монахами «почав організовувати свою антикатедру» в Імстичівському монастирі, і наприкінці зими або ж на початку весни 1691 р. посередництвом уґочанських священиків почав релігійні заворушення «бунтував клер Уґочанського комітату проти унії», що вивело де Камеліса з рівноваги[4]. Останні дії Раковецького стали причиною застосування проти нього військової сили. За допомогою солдатів, наданих у розпорядження де Камеліса маркізом Доріа, він робить безуспішну спробу підкорення своїй владі священників комітату, але в той же час його владу визнають монахи Імстичівського монастиря. Єпископу Методію Раковецькому в останній момент вдалося втекти до Марамороша[5].
Таким чином, єпископа Мефодія можна вважати останнім православним єпископом, який проживав в Мукачівському монастирі[6], звідки він керував єпархією.
Через зрозумілі причини в Углі владика Мефодій перебуває не довго. По-перше у 1690 р. в Марамороші вже був інший православний єпископ – Йосип Стойка[7], крайньою датою хіротонії якого дослідники вважають 15.05.1690 р.[8] З іншого боку, ортодоксальне духовенство Мараморошу знаючи «біритуалізм» Мефодія та його схильність до унії, дворазове складання унії, «спротивилося новому Мукачівському єпископу», і як результат Мефодій «стратив популярність в Марамороші»[9].
Опинившись в цій ситуації, владика Мефодій «бачучи своє безнадійне становище» залишає Закарпаття[10]. З Углі він виїжджає до Галичини в Польщу у Перегинський монастир, де і помер в 1693 році[11].
[1] Schematismus Venerabilis Cleri Graeci Ritus Catholicorum. Dioecesis Munkacsiensis Ad Annum Domini 1876. P. 141.
[2] Лучкай М. Історія карпатських русинів: Т. II. С. 339; 341; Петров А. «Старая вѣра» и унія въ XVII–XVIII вв. Т. ІІ. С. 30; Пап С., о. Історія Закарпаття. Т. II. С. 219.
[3] Athanasius B. Pekar, OSBM. Tribute to bishop Joseph J. De Camillis, OSBM (1641–1706). P. 400; Атанасій В. Пекар, ЧСВВ. Нариси історії Церкви Закарпаття. Т. І. С. 70.
[4] Athanasius B. Pekar, OSBM. Tribute to bishop Joseph J. De Camillis, OSBM (1641–1706). P. 401; Ghitta O. Iosif de Camillis: un vicar apostolic la portile Transilvaniei. P. 72; Баран О., о. Церква на Закарпатті в роках 1665–1691. С. 135.
[5] Ghitta O. Iosif de Camillis: un vicar apostolic la portile Transilvaniei. P. 72.
[6] Атанасій В. Пекар, ЧСВВ. Нариси історії Церкви Закарпаття. Т. І. С. 70.
[7] Пронин В., архим. История Православной Церкви на Закарпатье… С. 253.
[8] Reli S. Biserica ortodoxă-română din Maramureş în vremurile trecute. P. 102; Iorga N. Ceva despre episcopul maramurășan Iosif Stoica: câteva fragmente de vechi cazanii românești. P. 3; Пронин В., архим. История Православной Церкви на Закарпатье… С. 253.
[9] Баран О., о. Церква на Закарпатті в роках 1665–1691. С. 140.
[10] Там само.
[11] Петров А. «Старая вѣра» и унія въ XVII–XVIII вв. Т. ІІ. С. 30; Пронин В., архим. История Православной Церкви на Закарпатье… С. 237; Athanasius B. Pekar, OSBM. Tribute to bishop Joseph J. De Camillis, OSBM (1641–1706). P. 393; 401; Баран О., о. Церква на Закарпатті в роках 1665–1691. С. 140.
[1] ДАЗО. Ф. 151. Оп. 1. Спр. 92. На 2 арк. Арк. 1–2; ДАЗО. Ф. 151. Оп. 1. Спр. 93. На 2 арк. Арк. 1–2 зв.; Hodinka A. A munkácsi görög szertartású püspökség okmánytára. P. 279–280; Давні монастирі Мукачівської єпархії (1360–1800). Т. I. С. 94–102; Давні монастирі Мукачівської єпархії (1800–1900). Т. II. С. 61; Монич О. Миколаївський монастир у селі Alsó Karaszló (Заріччя) (за документами Державного архіву Закарпатської області). С. 167–186.
[1] Schematismus Venerabilis Cleri Graeci Ritus Catholicorum. Dioecesis Munkacsiensis Ad Annum Domini 1876. P. 22; Schematismus Venerabilis Cleri Graeci Ritus Catholicorum. Dioecesis Munkacsiensis Ad Annum Domini 1878. P. 23; Пронин В., архим. История Православной Церкви на Закарпатье… С. 236.
[2] Лучкай М. Історія карпатських русинів: Т. II. С. 330; Баран О., о. Церква на Закарпатті в роках 1665–1691. С. 113.
[3] Дулишковичъ І., о. Историческія черты Угро-Русскихъ. Т. II. С. 131; Пронин В., архим. История Православной Церкви на Закарпатье… С. 237.
[4] Баран О., о. Церква на Закарпатті в роках 1665–1691. С. 124.
[1] Лучкай М. Історія карпатських русинів: Т. ІІ. С. 330; 341.
[2] Лучкай М. Історія карпатських русинів: Т. ІІІ. С. 128–131; Атанасій В. Пекар, ЧСВВ. Нариси історії Церкви Закарпаття. Т. І. С. 185.
[3] Cyril Vasil ҆. Kánonické pramene byzantsko–slovanskej katolíckej cirkvi v Mukačevskej a Prešovskej eparchii v porovnaní s Kódexom kánonov východných cirkví. P. 42.
[4] Дулишковичъ І., о. Историческія черты Угро-Русскихъ. Т. II. С. 131; Пап С., о. Історія Закарпаття. Т. II. С. 218.
[5] Блажейовський Д. Ієрархія Київської Церкви (861–1900). С. 330; 531.
[6] Athanasius B. Pekar, OSBM. Tribute to bishop Joseph J. De Camillis, OSBM (1641–1706). P. 393.
[7] Пронин В., архим. История Православной Церкви на Закарпатье… С. 236; Coranič J. Z dejín Gréckokatolíckej cirkvi na Slovensku. P. 58.

## Згадки про діяльність
У Державному архіві Закарпатської області у місті Берегове виявлено ряд грамот єпископа Методія Раковецького, що стосувалися заснування монастиря в Заріччі чи Зарічеві на Закарпатті. Знайдено також декілька договорі купівлі-продажу земель між представниками монастиря і жителями навколишніх сіл, датовані 1689 роком.
Перша з них була видана єпископом Методієм на початку 1689 року, у документі він пише (мову і стиль частково змінено):
Методій, милістю Божою єпископ православний Маковецький, Мукачівський, Спішський, Краснобрідський, Мараморошський і всієї землі Угорської. Повідомляю цим писанням, нашим архієрейським, всім християнам по грецькій вірі, між духовним і світським станом. Протопопам і попам і мирянам. Малому і старому. В Угочи в селі Заріччя Михайло — поп Заріцький за Божою допомогою і під захистом Святого Миколая вирішив заснувати монастир на власній землі. За дозволом пана Баркочія Георгія ішпана угоцького. Ми словом архієпископським благословляємо цю справу і закликаємо всіх допомогти у створенні монастиря.
Друга грамота єпископа Методія датується 25 квітня 1689 року. Це фактично звернення єпископа до духовенства і простого народу з проханням допомогти в організації монастиря.